# Senatet (USA)
 For alternative betydninger, se Senatet. (Se også artikler, som begynder med Senatet)
Senatet er det ene af to kamre i USA's føderale lovgivende forsamling, USA's Kongres. Det andet er Repræsentanternes Hus. Hver af USA's 50 delstater har to senatorer. Hvert andet år er en tredjedel af senatorerne på valg, og en valgperiode varer dermed seks år for en senator. Oprindeligt blev senatorerne udpeget af staternes lovgivende forsamlinger, men siden 1913 har forfatningen foreskrevet direkte valg.
Senatet har udover almindelig lovgivningsarbejde ansvaret for at underskrive eller forkaste internationale traktater, som USA indgår med andre nationer, og har ansvaret for at godkende ministre, ambassadører og dommere som bliver nomineret af USA's præsident. Senatet har en vigtig rolle som kontrolorgan ift. præsidenten, og endvidere kan Senatet fungere som rigsret.
Senatet har som hele Kongressen til huse i Capitol-bygningen i Washington, D.C.
Siden 1959 består forsamlingen af 100 senatorer, som repræsenterer de 50 stater. Washington D.C., der ikke har status af stat, er ikke repræsenteret i senatet, ligesom USA's selvstyrende territorier som f.eks. Puerto Rico og Guam ikke er repræsenteret.
USA's vicepræsident er formand for Senatet, og kaldes i den rolle senatspræsident. I tilfælde af stemmelighed kan vicepræsidenten afgive den afgørende stemme. Vicepræsidenten leder i praksis kun møderne ved særlige begivenheder, og der udnævnes derfor en President pro tempore of the United States Senate, der leder møderne i senatspræsidentens fravær. Siden 1890 har der været tradition for at udnævne den senator fra majoritetspartiet med længst anciennitet i Senatet til president pro tempore. Denne tradition har været videreført uden afbrydelse siden 1949. Demokraten Patty Murray har siden 3. januar 2023 været president pro tempore.
I den 118. Kongres (3. januar 2023 til 3. januar 2025) har demokraterne flertallet. Partiet har 47 medlemmer, og desuden sidder 4 uafhængige medlemmer i den demokratiske partigruppe. Republikanerne har 49 medlemmer i Senatet og udgør mindretalsgruppen. Vicepræsident Kamala Harris har den afgørende stemme ved stemmelighed, hvilket var særligt aktuelt i den 117. Kongres (2021-2023), hvor begge partier havde 50 senatorer, og demokraterne fik flertallet ved Harris' indsættelse som vicepræsident 20. januar 2021. Senator Chuck Schumer er flertalsleder, og senator Mitch McConnell er mindretalsleder.

## Senatets sæde
Senatet ligger i den nordlige fløj af Capitol i Washington D.C. For enden af senatets plenarsat er et podium, hvor senatspræsidenten sidder. Foran senatspræsidenten sidder på et lavere niveau af podiet sekretærer og andre af senatets ansatte. I senatssalen står 100 borde i flere rækker opstillet i en halvkreds  delt af en central gang. Traditionelt sidder demokraterne - set fra senatspræsidenten - i den højre side af salen og republikanerne i den venstre side. Senatorerne vælger bord efter et anciennitetsprincip, hvor de længst siddende senatorer først vælger sin plads. Gruppeformændene sidder altid på første række.
Indretningen af Senatet er meget traditionsbevidst. Idet møblerne blev ødelagt i den britisk-amerikanske krig i 1812 er de fleste af senatorernes borde anskaffet i 1819. Disse er så suppleret med borde i tilsvarende design efterhånden som antallet af senatorer er udvidet, når der er optaget flere stater i USA. Alle borde fik i det 19. århundrede en udvidelse, så der blev mere arbejdsplads ved bordene. Der er imidlertid en enkelt undtagelse i form af "Daniel Webster desk". Daniel Webster afviste at få udvidet sit bord, da han argumenterede for, at hans forgænger kunne klare sig med den mindre plads. Siden har alle Daniel Websters efterfølgere været at samme mening, og dette bord er derfor i sin originale forfatning. I 1974 besluttede Senatet i en resolution, at Daniel Webster desk altid skal gives til den længst siddende senator fra staten New Hampshire, hvor Webster var født.
I republikanernes sidste række ved den ene sideudgang fra senatssalens står det såkaldte "Candy desk". Traditionen stammer fra senator George Murphy fra Californien, der fra 1965 begyndte at fylde skuffen i bordet med slik. Siden har efterfølgende senatorer holdt traditionen i hævd og sikret bordets slikforsyninger til fri afbenyttelse.
Hammeren, som senatspræsidenten anvender, er af elfenben og har form som et timeglas og har intet håndtag. Det var en gave fra Indien, som først anvendtes den 17. november 1954. Den erstattede den gamle slidte hammer fra 1789, som gik i stykker i 1954, da vicepræsident Richard Nixon brugte den.
Fra den 20. århundrede har senatorerne haft kontorer i omkringliggende kontorbygninger for at aflaste Capitolbygningen. De er fordelt i tre bygninger: Russel Senate Office Building (fra 1908), Dirksen Senate Office Building (fra 1958) og Hart Senate Office Building (fra 1982 og den største af de tre bygninger).

## Senatets medlemmer

### Valg
I modsætning til Repræsentanternes Hus er Senatet mere en repræsentation af staterne end en folkerepræsentation.
Ifølge den 17. tillægsartikel til USA's forfatning fra 1913 bliver senatorerne ligesom medlemmerne af Repræsentanterne Hus valgt ved direkte valg, mens reglerne er forskellige fra stat til stat. En senators valgperiode er på seks år. Hvert andet år er en tredjedel af senatorerne på valg, således at der sikres størst mulig kontinuitet i forsamlingen. Som følge af valgterminerne inddeles senatorerne i tre grupper, der benævnes classes 1, 2 and 3. I 2024 er class 1 på valg. De to senatorer fra samme stat er aldrig på valg samtidig, og det betød ved optag af nye stater, at den ene senator måtte sidde i mindre end seks år for at få turnussen til at fungere.
Valg til Senatet finder sted hvert andet år på den såkaldte Election Day, som er den tirsdag i lige år, som følger efter den første mandag i november. På samme dag er der valg til Repræsentanternes Hus, og hvert fjerde år er der på Election Day valg af USA's præsident. Hele staten er senatorernes valgkreds. I de fleste stater er det den kandidat med flest stemmer, der vinder valget.
I den oprindelige forfatning blev senatorerne valgt ved indirekte valg, dvs. at den enkelte stats parlament valgte senatorerne. Det var tanken, at det ville skabe et mere stabilt Senat. Men flertalskonstellationerne ændrede sig hyppigere end i Repræsentanternes Hus. Dette kan tilskrives det faktum, at hvor en stat udgør én valgkreds ved valg til Senatet, så foregår valget til Repræsentanternes Hus i 435 enkeltkredse. Derved er gerrymandering ikke muligt ved valg til Senatet.
Fra slutningen af det 19. århundrede holder demokrater og republikanere primærvalg, hvorved partierne enes om opstilling af en kandidat, hvorved man ikke risikerer at tabe valget på grund af spild ved spredning af stemmer, idet senatorvalget jo afgøres ved simpelt flertal. Reglerne for, hvordan kandidater fra andre partier kan deltage i valget varierer fra stat til stat.

## Aktiv og passiv valgret
Den passive valgret - dvs. retten til at vælges som senator - findes i forfatningens artikel 1, afsnit 3, hvoraf det fremgår, at man skal være mindst 30 år gammel og have haft amerikansk statsborgerskab i 9 år. En kandidat kan kun opstille i den stat, hvor vedkommende har sin hovedbopæl. Efter den amerikanske borgerkrig vedtog Kongressen den 14. tillægsartikel til USA's forfatning, hvoraf det bl.a. fremgår, at personer der, selvom de tidligere har aflagt ed over for forfatningen, har samarbejdet med fjender af USA, ikke er valgbare. Dog kan to tredjedele af Senatet ophæve denne regel. Tillægsartiklen skulle forhindre, at partimedlemmer fra de konfødererede stater kunne blive senatorer.
Det er Senatet der afgør, om en senator opfylder valgretten. I Senatets tidlige år kontrollerede Senatet ikke i så høj grad medlemmernes kvalifikationer. Tre senatorer har således ikke overholdt alderskravet selvom de var medlemmer. Det var senatorerne Henry Clay (29 år i 1806), Armistead Thomson Mason (28 år i 1816) og John Eaton (28 år i 1818). Det har dog ikke siden gentaget sig. I 1972 blev Joe Biden valgt, da han var 29 år gammel. Imidlertid havde han opnået de 30 år, da edsceremonien for nye senatorer løb af stablen i januar 1973.
Stemmeret har amerikanske statsborgere, der har fuldendt det 18. leveår og har sin hovedbopæl i en af de 50 stater. Dermed har indbyggere i Washington D.C., Puerto Rico og andre territorier ikke ret til at stemme på en senator.

## Senatorer
Senatorer har ret til at bære titlen "The Honorable" foran deres navn. Inden for Senatet gælder, at den længst siddende af en stats to senatorer kaldes "Senior Senator" og den anden kaldes "Junior Senator".
Mandatet som senator regnes som mere prestigefyldt end sæde i Repræsentanternes Hus, bl.a. fordi de har de vigtigste poster i udvalgene og bortset fra de befolkningsfattige stater repræsenterer væsentligt flere vælgere end et medlem af Repræsentanternes Hus. Langt flere senatorer har været nomineret til præsidentvalgt end medlemmer af Repræsentanternes Hus. Endvidere er tre senatorer valgt til præsident, mens de havde sæde i Senatet (Warren G. Harding, John F. Kennedy og Barack Obama), mens kun ét siddende medlem af Repræsentanternes Hus er blevet valgt (James Garfield).
En senators indkomst udgjorde i 2012 174.000 amerikanske dollars, mens partigruppeformændene tjener 193.400 amerikanske dollars.
Hvide amerikanere er langt mest repræsenteret blandt senatorerne. I den 112. Kongres er senatet sammensat af 96 hvide, 2 er af spansktalende herkomst, 2 er asiatisk, mens sorte og den indianske befolkning ikke er repræsenteret.

### Tab af mandat
En senator beholder sit mandat til valgperioden udløber, træder tilbage eller dør. Senatet har imidlertid mulighed for med to tredjedeles flertal at udelukke en senator fra mandatet. I Senatet er det sket i alt 15 gang. I 14 tilfælde handlede det om senatorer, der under borgerkrigen havde støttet de konfødererede stater i årene 1861 og 1862. I det femtende tilfælde var det William Blount, der i 1797 blev udelukket på grund af forræderi. Selvom ingen senatorer er blevet udelukket siden, har flere senatorer trukket sig frivilligt for at forhindre at blive udelukket. Det seneste tilfælde var senator Bob Packwood, der i 1995 fratrådte som senator for at forhindre en udelukkelse på grund af en sag om sexchikane.
Derudover kan Senatet give senatorer en næse (som det skete for Joseph McCarthy i 1954). Dette er muligt gennem simpelt flertal, men har i øvrigt ingen praktisk betydning for senatoren.

## Efterfølgere ved førtidig fratræden
Hvis et embede bliver ledigt før tid f.eks. på grund af død, skal der i følge den 17. tillægsartikel til forfatningen vælges en efterfølger for den resterende periode, hvor den enkelte stats lovgivende forsamling kan bemyndige guvernøren til at udpege en midlertidig senator. Forholdene omkring dette reguleres af den enkelte stat.
I de fleste stater lægges valget på Election Day i november, som finder sted hvert andet år. Det betyder, at en midlertidig senator kan sidde op til 2 år. I andre stater arrangeres ekstraordinære valg, og flere stater har forskellige mellemformer og regelsæt for, hvem der kan udnævnes som midlertidig senator.

## Senatets opgaver

### Lovgivning
En lov træder først i kraft, når såvel Senatet som Repræsentanternes Hus ved simplet flertal har vedtaget et lovforslag med samme ordlyd i begge kamre, og som ikke møder veto fra USA's præsident. Hvis præsidenten udtrykkeligt vægrer sig fra at underskrive et lovforslag, så kan det kun vedtages, hvis begge kamre med to tredjedeles flertal ved navngiven stemmeafgivning vedtager forslaget. Finans- og budgetlove kan kun fremsættes af Repræsentanternes Hus, og kan først efter vedtagelse her behandles i Senatet. Alle andre love kan fremsættes af begge kamre.

### Checks and balances
Senatet har i kraft af sin stilling i forhold til forfatningen udover lovgivningskompetence også en overvågende og rådgivende funktion. Dette er en del af den særlige kompetence til at kontrollere og sikre en afbalanceret magt i centralmagten - såkaldt check and balance. Der ligger i dette, at Senatet skal rådgive om og deltage i nogle af præsidentens beslutninger, inddrages før tilslutning til internationale aftaler, mulighed for at agere som rigsret samt valg af vicepræsident, hvis ingen kandidat har opnår absolut flertal.

#### Udnævnelser i høje embeder
For at besætte bestemte funktioner skal USA's præsident have "rådgivning og samtykke" (advice and consent) fra Senatet, hvor samtykke traditionelt har større betydning end rådgivning. Funktionerne er Ministre, chefer for statsorganer, ambassadører og dommere, inklusiv USA's højesteretspræsident. Grundlæggende burde præsidenten få bekræftet alle regeringsmedarbejdere, men med en tusindtallig medarbejderskare er det i dag ikke muligt, og denne kompetence er lagt ud til de enkelte myndigheder. For at besætte højere stillinger inden for det føderale statsapparat, skal en kandidat først stilles for en høring i et senatsudvalg. Udvalget kan afvise en kandidat, hvilket dog sjældent sker. Dernæst sker der høring i hele senatsplenum. I de fleste tilfælde tilslutter Senatet sig kandidaten. Det er yderst sjældent at kandidater afvises.

#### Internationale aftaler
For at ratificere internationale aftaler skal totredjedele af senatorerne i Senatet giver deres accept. Imidlertid er ikke alle internationale aftaler indbefattet i dette. Kongressen kan vedtage love, der tillader præsidenten executive agreements uden samtykke fra Senatet, ligesom præsidenten kan indgå congressional-executes agreements, for hvilke der kun kræves simpelt flertal for ratificering, hvilket dog kræves i begge kamre i Kongressen. Selvom forfatningen ikke nævner "executive agreement" eller "congressional-executive agreement", er deres legitimitet bekræftet gennem retslige afgørelser.

#### Rigsret
I forbindelse med en rigsret optræder Senatet i rollen som en domstol. Efter at Repræsentanternes Hus har rejst "anklage for tjenesteforsømmelser" mod en embedsmand (inklusive USA's præsident) for "forræderi, korruption eller anden forbrydelse mod staten (Treason, Bribery, or other high Crimes and Misdemeanors), bliver anklagen drøftet i Senatet. Hvis USA's præsident er omfattet af anklagen forestår USA's højesteretspræsident forhandlingerne. Der skal totredjedeles flertal i Senatet til rejse tiltale. Ved domfældelse mister personen sit embede og Senatet kan også udelukke personen fra alle andre embeder. Senatet har ikke andre mulighed for straf, men anklagen kan dog forfølges videre af normale retsinstanser og medføre straf derigennem.
I USA's historie er det pr. 2021 kommet til 18 af sådanne anklager, hvoraf tre præsidenter var berørt. I alle tilfælde (Andrew Johnson 1868, Bill Clinton 1999 og Donald Trump i både 2020 og 2021) frikendte Senatet præsidenterne. Endvidere kom Richard Nixon i 1974 en anklage fra Repræsentanternes Hus i forkøbet ved sin tilbagetræden. De øvrige tilfælde handlede om lavere rangerende embedsmænd, hvor syv blev dømt  og en trådte tilbage inden sagen var afgjort.

#### Valg af vicepræsident gennem Senatet
Forfatningen foreskriver, at hvis ingen kandidat til vicepræsidentembedet for USA får et absolut flertal af valgmandsstemmerne, så træffes beslutningen af Senatet. Senatet må i den forbindelse kun vælge mellem de to kandidater, der har opnået flest valgmandsstemmer. Med valgsystemet i USA med et topartisystem og et winner-takes-all-princip er det temmelig usandsynligt, at det sker. Kun én gang - i 1836 - har Senatet valgt en vicepræsident.

## Historie
Forfatningens fædre skabte et tokammersystem, primært for at lave kompromis mellem dem som mente, at at hver delstat, idet de var suveræne, skulle repræsenteres ligeligt, og dem der mente, at lovgivningsmagten skulle være direkte repræsentant for folket. Der var også et ønske om, at have to kamre, der kunne kontrollere hinanden.
Det ene kammer skulle være et "folkekammer" direkte valgt af folket. Det andet kammer skulle repræsentere delstaterne på en sådan måde, at de kunne bevare deres selvstændighed med undtagelse af områder der udtrykkeligt var delegeret til den nationale regering. Senatet var dermed ikke tænkt at skulle repræsentere USA's befolkning ligeligt. 
Senatet blev formet efter det gamle romerske senat. Navnet er udledt af senatus, der er latin for de ældres råd (af senes der betyder gammel mand på latin).
Forfatning bestemmer, at ingen forfatningsændring om at fratage en delstats lige repræsentation i Senatet kan vedtages uden den pågældende stats samtykke. Washington D.C. og territorierne Amerikansk Samoa, Guam, Puerto Rico og Amerikanske Jomfruøer har hver en "skyggesenator", der dog ikke er medlem af Senatet.
Selvom Senatet var tiltænkt at være det mest prestigefyldte af de to kamre, blev det hurtigt et deliberationskammer, bl.a. fordi Senatet havde mere uformelle regler, hvilket gav en større frihed for den enkelte senator. I årene op til den amerikanske borgerkrig var Senatet imidlertid et vigtigt diskussionsforum mellem nord- og sydstaterne. I modsætning til Repræsentanternes hus var begge grupper nogenlunde lige store i Senatet. Dermed var det nødvendigt at indgå i forhandlinger og kompromiser. I vigtige kompromiser som Missourikompromiset og 1850-kompromiset spillede Senatet en stor rolle.
Vigtige reformer i det 20. århundrede er indførelsen af det direkte valg af senatorerne gennem det 17. forfatningstillæg, muligheden for at standse en debat gennem en flertalsbeslutning og muligheden for at indstille professionelle medarbejdere, sørgede for en modernisering af Senatet. I de følgende årtier indtog Senatet en stadig vigtigere rolle i det politiske system. Det forhindrede USA's indtræden i Folkeforbundet. Også de store debatter om Civil Rights Act fandt sted i Senatet. Det var også i den forbindelse at Strom Thurmond i 1957 holdt sin 24-timers filibuster-taler. I 1964 lykkedes det en række sydstatssenatorer at blokere Civil Rights Act og hele Senatets handlemuligheder gennem 57 dages filibuster.

## Organisering

### Præsidium
USA's vicepræsident har i Senatet en særlig rolle, idet han/hun i følge forfatningen også er Senatspræsident. Han/hun har ingen stemmeret. Hvis en afstemning i Senatet imidlertid ender uafgjort har Senatspræsidenten den udslagsgivende stemme. Dette brud på magtdelingen (Senatet er lovgivende magt, mens vicepræsidenten er udøvende magt) er enestående i den amerikanske forfatning, der gennem den såkaldte Checks and Balances har en væsentlig strengere adskillelse af statsmagten end de fleste europæiske forfatninger.
I følge forfatningen har vicepræsidenten som senatspræsident retten til at lede debatterne i Senatet. Reelt gør han imidlertid kun dette ved mere ceremonielt betonede begivenheder, som f.eks. præsidentens årlige tale om nationens tilstand State of the Union Address eller hvis der er behov for hans stemme ved uafgjorte afstemninger. Senatet vælger derfor en president pro tempore, som repræsenterer vicepræsidenten i hans fravær. President pro tempore er reelt mere erfaren i at lede senatsmøderne end vicepræsidenten, men i praksis overlader president pro tempore den egentlige mødeledelse til erfarne senatorer fra hans eget parti, således at disse kan blive fortrolige med forsamlingens forretningsorden.
Oprindelig blev president pro tempore kun valgt efter behov til de enkelte møder, men fra slutningen det 19. århundrede er det blevet en fast funktion. President pro tempore er nr. tre i rangfølgen til USA's præsidentembede (efter vicepræsidenten og formanden for Repræsentanternes Hus).
Senatets formand sidder på podiet i plenarsalen i Senatet. Hans beføjelser er modsat formanden for Repræsentanternes Hus stærkt begrænsede. Først og fremmest er han ordfører i Senatet og forkynder f.eks. afstemningsresultater og leder debatterne. Han kan afgøre spørgsmål om forretningsordenen, hvilket dog kan ophæves af Senatet gennem en afstemning.

### Partiernes rolle
USA har siden sin tidlige begyndelse haft et topartisystem. Siden 1850'erne handler det om det demokratiske parti og det republikanske parti. I hele Senatets historie er det aldrig lykkedes et tredje parti at opnå mere end tolv sæder (den 55. Kongres 1897 - 1899 fordelt på tre forskellige partier ud af 90 senatorer). Siden 2. verdenskrig har der aldrig været mere end to senatorer, der ikke hørte til de to store partier.
Partiet med det største antal senatorer udgør flertalspartiet (majority party). Hvis to eller flere partier har det samme antal pladser, er partier hvortil vicepræsidenten hører flertalspartiet. Det næststørste parti er mindretalspartiet (minority party). Får et parti 60 pladser i Senatet, kan det opnå langt større indflydelse på Senatet end ved simplet flertal, fordi mange væsentlige afgørelser kræver trefemtedeles flertal.
Hvert parti vælger en ordfører (Senate party leaders). Hvert parti vælger endvidere nogle assistant leader (de såkaldte whips), der blandt andet skal sikre, at partiets senatorer stemmer som partiet ønsker.
President pro tempore, udvalgsformænd og andre fremtrædende personer i Senatet hører generelt til flertalspartiet. Mindretalspartiet stiller med ranking minority members, der er modparten til de officielle embedsindehavere og kontrollerer deres arbejde og skal koordinere opgaverne i mindretalspartiet.

### Udvalg
En stor del af arbejdet i Senatet sker gennem udvalg og underudvalg. Formelt vælger hele Senatet de enkelte udvalgsmedlemmer, i praksis fastlægger partierne imidlertid hvem der repræsenterer dem. Fordelingen af pladser i udvalget sker efter et proportionalitetsprincip, så partiernes styrkeforhold i Senatet afspejles i udvalgene.
Udvalgsformanden (Chairman) har stor indflydelse på arbejdet i udvalget. Han bestemmer dagsordenen, og han fastlægger således hvilke emner der skal behandles i udvalget. Ordføreren for oppositionspartiet er i de fleste udvalg Ranking Member, men i Efterretnings- og etikudvalget fungerer ordføreren som Vice Chairman.

#### Stående udvalg
Den største del af udvalgsarbejdet sker i de stående udvalg (standing committees), som hver forestår et eget politikområde som f.eks. finanspolitik, justitspolitik eller udenrigspolitik. Alle udvalg kan behandle lovforslag, som ligger inden for deres politikområde. De enkelte udvalg kan forhindre, at bestemte lovforslag kommer i plenum i Senatet.
Udover lovgivning efterprøver udvalgene præsidentens forslag til besættelse af højere stillinger indenfor udvalgets fagområde. Udvalgene kan afslå præsidentens nomineringer uden at Senatet behandler sagen. Udvalgene har også ansvaret for at overvåge USA's statsmyndigheder. Udvalgene kan indkalde til høringer, hvor de har ret til at indsamle beviser og afhøre vidner.
Der følgende stående udvalg i Senatet:
- Standing Committee on Agriculture, Nutrition, and Forestry
- Standing Committee on Appropriations
- Standing Committee on Armed Services
- Standing Committee on Banking, Housing, and Urban Affairs
- Standing Committee on Budget
- Standing Committee on Commerce, Science, and Transportation
- Standing Committee on Energy and Natural Resources
- Standing Committee on Environment and Public Works
- Standing Committee on Finance
- Standing Committee on Foreign Relations
- Standing Committee on Health, Education, Labor, and Pensions
- Standing Committee on Homeland Security and Governmental Affairs
- Standing Committee on Judiciary
- Standing Committee on Rules and Administration
- Standing Committee on Small Business and Entrepreneurship
- Standing Committee on Veterans Affairs

#### Andre udvalg
De ikke-stående udvalg betegnes select committees eller special committees. Udvalgene kan også nedsættes ad-hoc som f.eks. Senate Watergate Committee, der blev nedsat i kølvandet på Watergate-skandalen.
Der er pr. 2012 følgende ikke-stående udvalg:
- Select Committee on Indian Affairs
- Select Committee on Ethics
- Select Committee on Intelligence
- Special Committee on Aging

#### Fælles udvalg
Fælles udvalg sammen med Repræsentanternes Hus (joint committees) har i modsætning til andre udvalg ikke ret til at behandle lovforslag. Til dels er deres opgave at holde opsyn med bestemte statslige organer, f.eks. Library of Congress, eller de har en rådgivende funktion som f.eks. det fælles skatteudvalg (Joint Committee of Taxation).

## Forretningsorden

### Beslutningsdygtighed
I følge forfatningen skal Senatet have et quorum på mindst halvdelen af senatorerne plus én for at være beslutningsdygtigt. Imidlertid accepteres qourum som givet, så længe ingen eksplicit anfægter det eller forlanger et quorum call. Herved læser en af Senatets ansatte senatorernes navne op, for at fastlægge deres tilstedeværelse. I praksis bliver quorum calls imidlertid sjældent anvendt for at efterprøve Senatets beslutningsdygtighed, men i stedet for at gennemtvinge en pause, hvor gruppeformændene f.eks. kan forsøge at finde et kompromis.

### Debatter
Senatspræsidenten bestemmer, hvilke senatorer der skal tale. Han er her bundet af den rækkefølge, hvor senatorerne har rejst sig op, for at opnå taleret, og hans kontrol over debatten er dermed reelt ganske lille. Traditionelt har majority og minority leader forrang, hvis de ønsker ordet. Alle taler skal formelt rettes til Senatspræsidenten og skal begynde med "Mr. President" eller "Madam President". Alle andre medlemmer af Senatet skal tiltales i tredje person. Normalt bliver de heller ikke tiltalt ved navn men med position og stat, f.eks. *the senior senator from California* eller "the junior senator from Texas.*
Indholdsmæssigt findes der næsten ingen bestemmelser for talerne. Særligt er der ingen regler for, at indholdet af talen skal have noget med det aktuelle emne at gøre, og længden af talerne er normalt heller ikke reguleret.
Dette muliggør en filibusterstrategi, hvor en senator kan forlænge en senatssamling ved at blive ved med at tale. Rekorden for dette idehaves af Strom Thurmond, der talte i over 24 timer om USA's borgerretslove. Senatet kan afslutte en filibuster gennem afstemning. Det kræver et flertal på trefemtedele.
Senatet kan før en debat enstemmigt beslutte, at der gælder en begrænset taletid. Ved finanslovsdebatter gælder en general begrænsning, som er fastsat i den såkaldte reconciliation fra 1974, som fastlægger lovgivningsproceduren ifm. finansloven. 
I følge den faste forretningsorden må en senator på en lovgivningsdag ikke tale mere end to gange om samme emne. En lovgivningsdag begynder og ender, når Senatet åbner eller lukker en samling og er dermed ikke identisk med en kalenderdag.
Senatsmøderne er åbne for offentligheden, men kan ved sjældne lejligheder ske for lukkede døre, hvis der f.eks. skal drøftes kritiske sikkerhedsmæssige spørgsmål, private meddelelser fra præsidenten eller under en rigsretssag.

### Afstemninger
Afstemninger sker normalt mundtligt. Mødelederen stiller afstemningsspørgsmålet og senatorerne svarer i kor efter hinanden med "Aya" (tiltræder) eller "Nay" (forkaster). Mødelederen kundgør derefter resultatet i forhold til hans akustiske indtryk.
Enhver tilstedeværende senator kan anfægte afstemningsresultatet og bede om enkeltstemmeafgivning. Det skal en femtedel af de tilstedeværende senatorer bifalde, men normalt følges en anmodning altid.
Ved enkeltstemmeafgivelse oplæser en ansat senatorernes navn, og senatoren oplyser om sin stemme når vedkommendes navn siges. Hvis senatoren ikke er i salen under navneopråbet eller af andre grunde ikke har afgivet sin stemme, kan den afgives når som helst afstemningen pågår. Det er mødelederen der afgør, hvornår afstemningen er afsluttet, den skal dog mindst være åben i 15 minutter.
Hvis det ved en sådan afstemning kommer til stemmelighed, kan vicepræsidenten, hvis han er til stede, afgive den afgørende stemme. Hvis vicepræsidenten ikke er til stede, er et forslag ved stemmelighed forkastet.

## Nuværende medlemmer

### Pladsfordeling
Ved senatsvalget i 2022 gik 51 pladser til demokraterne (heraf 3 uafhængige senatorer) og 49 til republikanerne.

### Vigtige embeder
|  | Embede                         | Navn            | Parti        | Stat         | Siden |
|  | ------------------------------ | --------------- | ------------ | ------------ | ----- |
|  | Præsident                      | Kamala Harris   | Demokrat     | Californien  | 2021  |
|  | President Pro Tempore          | Patty Murray    | Demokrat     | Washington   | 2023  |
|  | Majority Leader                | Chuck Schumer   | Demokrat     | New York     | 2021  |
|  | Minority Leader                | Mitch McConnell | Republikaner | Kentucky     | 2021  |
|  | Majority Whip                  | Dick Durbin     | Demokrat     | Illinois     | 2021  |
|  | Minority Whip                  | John Thune      | Republikaner | South Dakota | 2021  |
|  | Democratic Conference Chairman | Chuck Schumer   | Demokrat     | New York     | 2021  |
|  | Republican Conference Chairman | John Barrasso   | Republikaner | Wyoming      | 2021  |